# Philippe Henriot

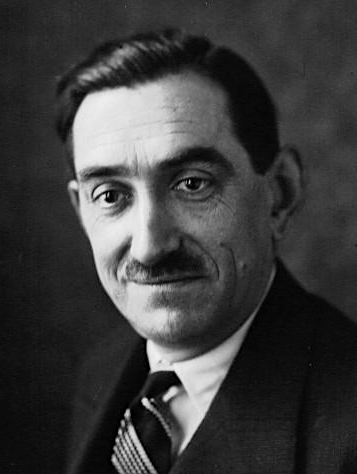
Henriot in 1934

Philippe Henriot (Reims, 7 januari 1889 - Parijs, 28 juni 1944) was een Franse politicus en had tijdens de Tweede Wereldoorlog de bijnaam Franse Goebbels.
Henriot was lid van de Republikeinse Federatie (Fédération républicaine) en werd in 1932 en 1936 gekozen in het Huis van Afgevaardigden voor het departement Gironde. Zijn toespraken schilderden hem af als een anticommunist, antisemiet, anti-Vrijmetselarij en antiparlementair. Oorspronkelijk werd dit gecombineerd met sterke anti-Duitse sentimenten, maar Henriot werd in 1941 na Operatie Barbarossa een actief aanhanger van nazi-Duitsland. 
Na de capitulatie van Frankrijk in juni 1940 schaarde hij zich achter het Vichy-regime van Philippe Pétain.
Henriot werd de stem van Radio Paris en werd de tegenpool in de propagandaoorlog met de Vrije Fransen en de BBC (tegen Pierre Dac en Maurice Schumann. Deze activiteiten gaf hem de bijnaam Franse Goebbels en na de Duitse bezetting van Zuid-Frankrijk in 1942 ging hij verder met uitzenden.
In 1943 werd hij lid van de paramilitaire Milice. Op 6 januari 1944 werd hij minister van Informatie en Propaganda. Op 28 juni 1944 werd hij op het ministerie vermoord door leden van een verzetsgroep, die gekleed waren als leden van de Milice. Als tegenreactie werd Georges Mandel, een tegenstander van het Vichy-regime, vermoord door de Milice. 